# Aérodrome de Burao
L'aéroport de Burao (code IATA : BUO • code OACI : HCMV) est l'aéroport de Burao, au Somaliland. Il est situé à moins d'un kilomètre au nord-est du nouveau pont du centre-ville. Depuis 2012, les installations de l'aéroport font l'objet de rénovations majeures, supervisées par l'OACI . Il s'agit d'un des trois aéroports internationaux du Somaliland.  

## Situation
| Berbera Burao Hargeisa Borama Erigavo Las Anod Kalabaydh Ismail Mire |

## Voir également
- Aéroport d'Hargeisa
- Aéroport de Berbera
- Aéroport d'Erigavo
- Aéroport de Borama
- Liste des aéroports du Somaliland
- Ministère de l'aviation civile (Somaliland)